# Kasangati
Kasangati är en snabbt växande nordlig förort till Kampala i centrala Uganda. Den tillhör Wakisodistriktet och folkmängden uppgår till cirka 200 000 invånare.